# Cabiria Andreian Cazacu
Cabiria Andreian Cazacu (Iași, Reino de Rumanía, 19 de febrero de 1928-Bucarest, Rumanía, 22 de mayo de 2018) fue una matemática rumana conocida por su trabajo en análisis complejo. Fue directora de análisis matemático en la Universidad de Bucarest entre 1973 y 1975 y decana de la facultad de matemáticas entre 1976 y 1984.

## Biografía
Andreian Cazacu nació el 19 de febrero de 1928 en Iași, hija del profesor de matemáticas Ioan T. Ardeleanu. Hacia el final de la Segunda Guerra Mundial, ella y su familia se convirtieron en refugiados en Bucarest, donde completó su educación secundaria en 1945. Tras ello, se trasladó a la Facultad de Matemáticas de la Universidad de Bucarest, donde obtuvo un título de grado en 1946. Su tesis de grado llevó el título Grupuri nilpotente generalizate (Grupos nilpotentes generalizados) y estuvo dirigido por Dan Barbilian. Tras graduarse continuó en la universidad, primero como ayudante y desde 1950 como profesora. Se convirtió en estudiante de Simion Stoilow, con el que obtuvo un doctorado en 1955 con la tesis Normally exhaustible Riemann surfaces. Tras ser nombrada profesora asociada en 1955, completó la habilitación en 1967 con la tesis Classes of Riemann coverings, y fue ascendida a catedrática en 1968.
Entre 1951 y 1969, ocupó un puesto de investigación en el Instituto de Matemáticas de la Academia Rumana, donde fue una de los organizadores del seminario de Stoilow sobre análisis complejo. Fue profesora visitante en la Universidad Libre de Berlín, la Universidad Libre de Bruselas, la Universidad de Helsinki, la Universidad de Łódź y la Universidad de Moncton.
Entre 1976 y 2010 dirigió la tesis doctoral de 15 estudiantes.
Falleció el 22 de mayo de 2018 en Bucarest, y fue enterrada en el cementerio de Ghencea.

## Premios y reconocimientos
Andreian Cazacu ganó el Premio Simion Stoilow de la Academia Rumana en 1966. En 1998, recibió un doctorado honoris causa de la Universidad de Craiova. En 2000 recibió del presidente Ion Iliescu la Orden Nacional del Servicio Fiel. Se convirtió en miembro honorífico de la Academia Rumana en 2006. En 2010, la revista Complex Variables and Elliptic Equations publicó una edición especial en honor de su 80 cumpleaños.